# Трамвай Рабата и Сале
Трамвай Рабата и Сале (фр. Tramway de Rabat-Salé) — трамвайная система, запущенная в эксплуатацию 23 мая 2011 года в столице Марокко городе Рабате и составляющем с ним единую агломерацию Сале.
Включает два маршрута, проходящих по общему центральному участку. Длина маршрута 1 составляет 11,7 км, маршрута 2 — 7,8 км. Интервалы на каждом маршруте в часы пик составляют 8 минут.

## Маршруты
.
- 1 маршрут -
- 2 маршрут -

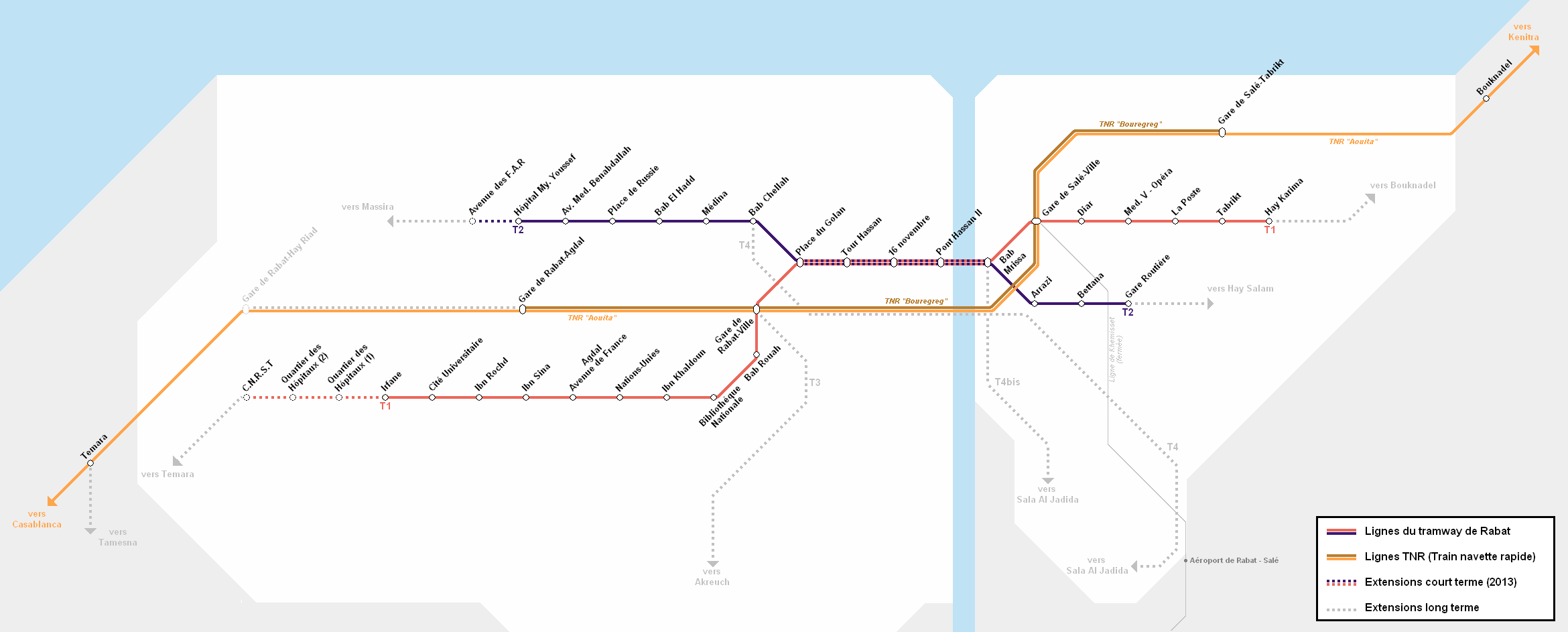
Схема линий по состоянию на май 2014 года с указанием планируемых на 2016—2022 год расширений

  - 16 февраля 2022 года — продление маршрута с конечных станций в обе стороны 2,4 км и 3,6 км.